# 瑶族道教

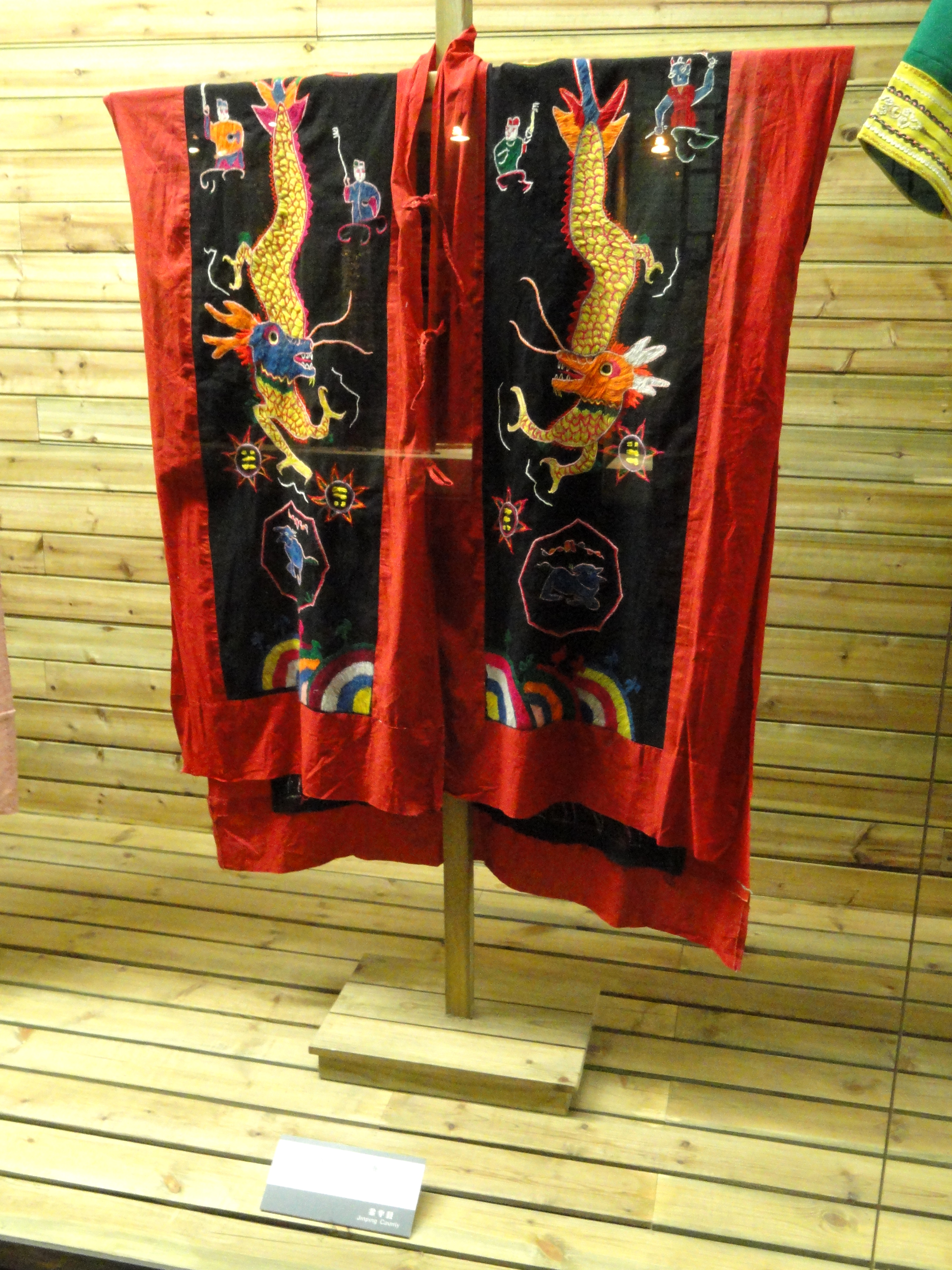
云南民族博物馆的瑶族道士服

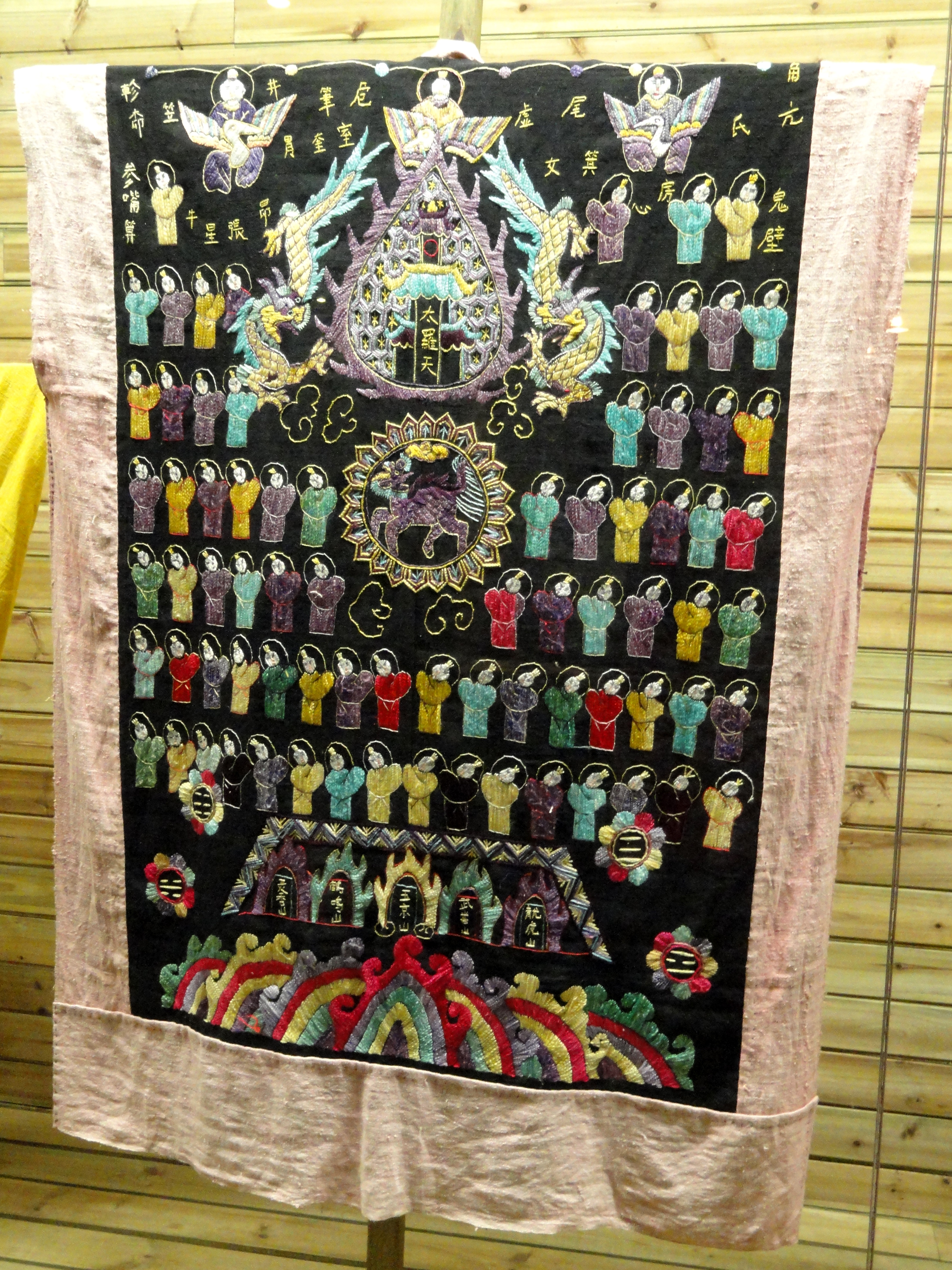
云南民族博物馆的瑶族道士袍

瑶族道教，也叫梅山教是一个中国瑶族或勉族（主要分布在湖南和广西）的道教分支教派，还有部分信徒散居越南、老挝、泰国。13世纪瑶族人将汉语道教经文翻译成勉語并与其原本的祖先崇拜和文化传统合并成为一个新的教派。因此，瑶族道教塑造了瑶族文化。但同时自14世纪以来，他们的多神信仰和习俗比汉族道教更保守，并且形成了一些不同的传统。后来，瑶族道教出现了类似早期道教的社群主義。同时，瑶族道教信仰也被并入了邻近地区的其他宗教习俗。

## 教职系统
瑶族道士的教职系统组成为祭祀神殿高级神祇（上界）并主持葬礼仪式的高级祭司tsow say ong，和祭祀次级神祇（下界）的次级祭司或萨道士sip mien。
Sai nzung sou这本仪式书用来召唤善良的守护神mienv zoux ziouv，和引发疾病与灾难的暴躁神mienv morh。

## 家庭祭坛
Menv baaih是被设立在各个住宅之中的瑶族道教神坛，置于主门外易见的位置。其目的在于迎接神灵（mienv）。Mienv kuv是个祭坛上写着家族祖先名字的神位；其他还有用祖先画像替代牌位的习惯。

## 宗教仪式和心理
人死后祭司们会执行一个将人的肉体从罪恶中解脱出来的仪式zoux caeqv。然后祭司们执行水仪式zoux sin，为从恶灵中净化人的尸体。之后祭司们执行一个使受恶灵影响之死者灵魂被净化的仪式doh dangh caeqv jaiv。
Zoux sin-seix这个结束仪式为给灵魂带来安宁的后世并迎来快乐的新生，这个仪式出现在瑶族道士开始信仰hoz seix或转世之后。其他的习俗还有紙錢和祭品。

## 参阅
- 中国民间信仰
- 儒教
- 老挝信仰
- 苗教（英语：Ua Dab）

## 标注
1. 1 2 3  本段中瑶语术语采用泰国勉语。
2. ↑   註: